# Harry Blackmun
Harry Blackmun, född 12 november 1908 i Nashville, Illinois, död 1999 i Arlington, Virginia, var en amerikansk jurist som var domare vid USA:s högsta domstol mellan 1970 och 1994. Han är främst ihågkommen för att ha skrivit högsta domstolens inlaga i fallet Roe mot Wade.
Blackmuns resonerande i domstolen lade tung vikt vid medborgarnas rätt till integritet, något som kan ses i hans argument i Roe mot Wade och Bowers mot Hardwick, bland andra.

## Biografi och karriär
Harry Blackmun föddes 1908 i en arbetarklassfamilj i Nashville i Illinois. Familjen flyttade senare till Warren's Bluff i Saint Paul där han växte upp. Blackmun var barndomsvän med Warren Burger som var chefsdomare i högsta domstolen mellan 1969 och 1986. De gick i samma skola och söndagsskola. Deras vänskap fortsatte genom åren och de hade en nära kontakt även när deras karriärer tog dem åt olika håll.
Blackmun avlade en kandidatexamen i matematik vid Harvard University 1929. Tre år senare avlade han juristexamen vid Harvard Law School. Han gifte sig 1941 med Dorothy Clark (1910–2006). Tillsammans fick de tre barn.
Efter examen tillbringade Blackmun mer än ett decennium på advokatbyrån Dorsey & Whitney, där han bland annat specialiserade sig inom skadeståndsrätt. Under 1950-talet arbetade han som juridisk rådgivare åt Mayokliniken i Rochester, detta tills president Eisenhower 1959 nominerade Blackmun till domare för appellationsdomstolarnas åttonde distrikt. Burger spelade en viktig roll i utnämningen. Som appellationsdomare fick Blackmun rykte om sig att vara grundlig och metodisk och han ansågs ha ett tydligt fokus på rättssäkerhet. Blackmun kom att verka i rollen till 1970, då han nominerades till domare i högsta domstolen, även detta på inrådan av Burger.

### Högsta domstolen

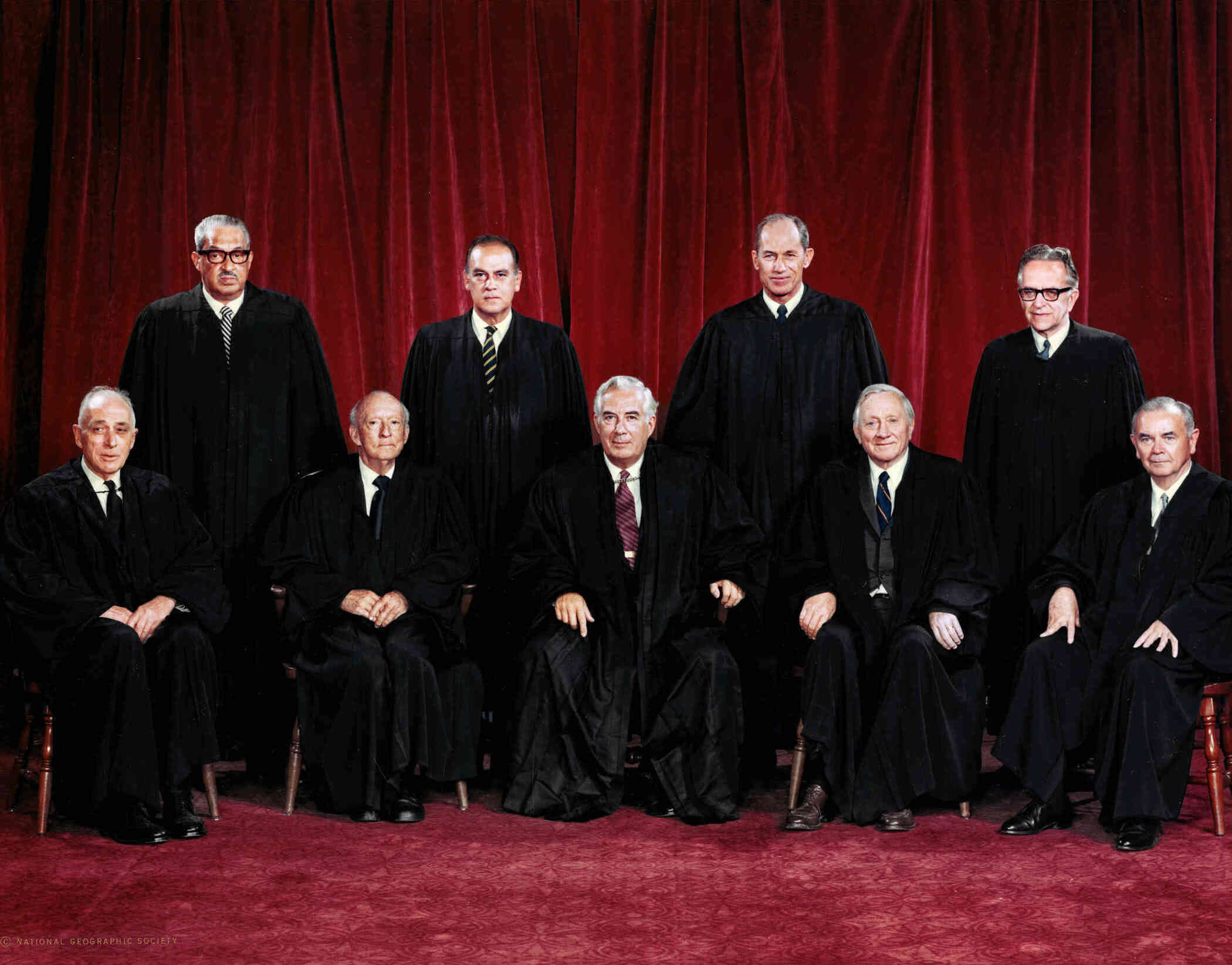
USA:s högsta domstol 1970, samma år Blackmun tillträdde ämbetet. Han står längst till höger på bakersta raden.

President Richard Nixon nominerade 1970 Blackmun som ersättare till Abe Fortas i högsta domstolen, efter att Nixons två första förslag underkänts av senaten. Blackmun tillträdde ämbetet i juni samma år. Då Blackmun blev utnämnd betraktades han som en måttfull konservativ domare som ideologiskt stod nära chefsdomare Burger. På grund av deras gemensamma bakgrund blev de två ofta omnämnda som Minnesota Twins, en humoristisk liknelse som syftar på de minnesotanska städerna Minneapolis och Saint Paul, som ofta går under smeknamnet Twin Cities (Tvillingstäderna). Blackmun väntades rösta i enighet med Burger och sina andra konservativa meddomare. Till en början var så fallet men med tiden ändrades detta och Blackmuns resonemang blev allt mer likt de liberala domarnas.
Harry Blackmun skrev högsta domstolens inlaga i det rättsfall som går under namnet Roe mot Wade. Domens utslag gav kvinnor i USA en konstitutionell rätt till abort. Blackmun kom att se Roe mot Wade som en avgörande rättslig händelse, inte enbart för nationen, utan även för honom personligen. Detta fall kom att representera kärnorna i hans rättstänkande; individens rättigheter och försvar av samhällets missunnade och förtryckta. När Blacmun pensionerade sig från högsta domstolen 1994 ansågs han vara domstolens mest liberala domare.